# Снопово (Тверская область)
Снопово — деревня в Торопецком районе Тверской области России, входит в Плоскошское сельское поселение.
Расположена примерно в 12 км к северу от посёлка Плоскошь на реке Алешне. В конце XIX — начале XX века входила в Холмский уезд Псковской губернии.

## Население
| 2010 |
| ---- |
| 1    |